# Фурьер

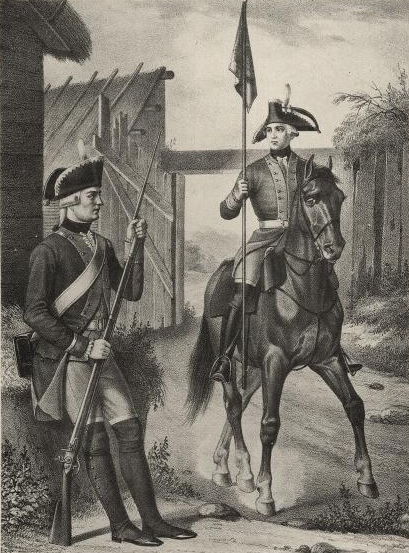
Капрал и фурьер Мушкетёрских рот пехотного полка, с 1763 по 1786 год

Фурье́ры (фр. fourrier — тот, кто кормит, итал. foriere, средневек.-лат. fodrarius, от лат. fodrum — корм) — звание это, в некоторых европейских армиях, носили нижние чины унтер-офицерского звания, исполнявшие должность ротных и эскадронных квартирьеров. 
В Толковом словаре живого великорусского языка Владимира ДаляУ написано что Фурье́р м. заготовщик съестных припасов, фуража, квартир на войско. А. Д. Михельсона в «Объяснении 25 000 иностранных слов, вошедших в употребление в русский язык, с означением их корней», от 1865 года, указано: — унтер-офицер, занимающий квартиры и заботящийся о продовольствии той роты, к которой он принадлежит.
Фурьеры носили специальный значок и даже в пехоте были верхом. Кроме ротных фурьеров, полагались ещё штаб-фурьеры, при штабах командующих генералов, фуръеры то есть дворяне при артиллерийских лошадях, также состояли при пушкарском приказе как и деньщики, пушкари, сторожа, а при денежной казне бурмистры, ежегодно сменявшиеся и присылаемые из ратуши. Существует и сейчас в вооружённых силах некоторых государств.

## Россия
Данная должность введена Петром Великим, обязанности отражены в Уставе Вейде, 1698 года, где состав унтер-офицерских чинов дополнили фурьер и каптенармус, введённые между капралом и подпрапорщиком, а над последним был надстроен чин сержанта.

Офицерам места иметь по сему: капитан посередь роты, (под)поручику с правой стороны, фендриху, а буде нет, то сержанту, с левой, по концам роты. Всем сим стоять место в первой или другой шеренге спереди, отнюдь не стоять позади, дабы удобнее было видеть и повелевать. Поручику назади смотреть над всей линеей своей роты, капралам каждому у своего капральства с правой стороны той же шеренги стоять и смотреть над солдатами, чтобы то исправно было, что прикажет вышней офицер; сержанту у роты так поступать, как маеору в полку, каптенармусу и фуриру помогать порутчику позади.— «Учреждение к бою по настоящему времени», 1708 год, с поправками рукою Петра I.

## Знаки различия
В полках Русской армии знаком различия у фурьера являлся ротный прапорец (см. рисунок). 